# Lepidonotus hainanicus
Lepidonotus hainanicus är en ringmaskart som beskrevs av Uschakov 1982. Lepidonotus hainanicus ingår i släktet Lepidonotus och familjen Polynoidae. Inga underarter finns listade i Catalogue of Life.